# خسرو سينائي
خسرو سينائي (بالفارسية: خسرو سینایی) (ولد في 19 يناير 1941 في ساري بإيران) مخرج سينمائي إيراني. أعماله غالبًا أفلام وثائقية اجتماعية. يعد أول مخرج سينمائي إيراني يفوز بجائزة دولية بعد الثورة الإسلامية في إيران في مهرجان الفجر السينمائي في نسخته الأولى عام 1983. يُعرف أيضًا باسم العالم الإيراني وهو حاصل على وسام الاستحقاق بجمهورية بولندا

## سيرة حياته
ولد خسرو سيناء عام 1941 في إيران. تخرج في عام 1958 من مدرسة البرز الثانوية في طهران، ثم ذهب إلى النمسا لمزيد من التعليم. أمضى أربع سنوات في دراسة الهندسة المعمارية في جامعة فيينا للتكنولوجيا وثلاث سنوات في التكوين الموسيقي في أكاديمية فيينا للموسيقى والفنون المسرحية . تخرج في التربية الموسيقية من معهد الموسيقى في فيينا. أخيرًا، تخرج كمخرج سينمائي ومخرج تلفزيوني وهو تخصصه الرئيسي، وكتابة السيناريو كان تخصصه الثانوي من أكاديمية فيينا للموسيقى والفنون المسرحية (مع مرتبة الشرف). في عام 1963، نشر أيضًا مجموعة شعرية بعنوان بثور الطين

### العودة إلى إيران
بعد هذه السنوات من الدراسة، عاد إلى إيران عام 1967 وعمل في وزارة الثقافة والفنون حتى عام 1972، وامتهن التدريس في جامعات مختلفة في مجالات كتابة السيناريو والفيلم الوثائقي حتى عام 1992.
عمل أيضًا في التلفزيون الوطني الإيراني كمنتج وكاتب سيناريو ومخرج ومحرر يصنع حوالي 100 فيلم قصير وأفلام وثائقية. وهو معروفٌ بأفلامه الوثائقية الطليعية وأسلوبه الفريد في الدراما الوثائقية. وقد كان محلفًا في العديد من المهرجانات السينمائية الوطنية والأجنبية.

## حياته الشخصية
عاش سينائي مع زوجتيه، جيزيلا فارجا سيناي، وفرح أصولي، كلاهما رسامتين. بناته الثلاث فنانات وابنه الوحيد عالم. 

## أبرز أفلامه
كان فيلم «عروس النار» أحد أنجح أفلامه في شباك التذاكر وفاز بجائزة اختيار الناس وأفضل سيناريو في مهرجان فجر السينمائي الثامن عشر. بالإضافة إلى الفوز بجائزة أفضل ممثل عن فيلم Crystal Globe في مهرجان كارلوفي فاري السينمائي الدولي .

## الكتب والسيناريوهات المنشورة
- الرجل الأبيض
- فنانون عصر سفك الدماء
- عروس النار (سيناريو الفيلم)
- سينما ما بعد الشيوعية (مترجمة من الإنجليزية).
- القداس المفقود
- ترجمة من الألمانية: رحلتي ومغامرات في إيران ، كتاب Ármin Vámbéry (1863).

## روابط خارجية
- خسرو سينائي على موقع IMDb (الإنجليزية)
- خسرو سينائي على موقع ميوزك برينز (الإنجليزية)
- خسرو سينائي على موقع قاعدة بيانات الفيلم (الإنجليزية)